# Adam Sowell
Adam Sowell (Alice (Texas), 1 november 1979) is een professioneel pokerspeler en honkballer.
Sowell speelt professioneel toernooien als pokerspeler en zijn favoriete speltype is Texas Hold'em. Tevens is hij honkballer en werd in 2007 in de Zweedse Elite Series uitgeroepen tot meest waardevolle speler. Sowell is werper en gooit rechts en slaat linkshandig. Ook heeft hij gespeeld als korte stop en buitenvelder. Op de middelbare school speelde hij in het team van de Alice Coyotes, op de universiteit in twee teams, van 1999 tot 2001 voor de Temple Leopards en van 2002 tot 2003 voor ACC. In 2002 tekende hij een profcontract voor de Rivercity Rascals waar hij twee jaar zou uitkomen. Hierna speelde hij in België voor de Hoboken Pioneers in 2004 waar hij 14 homeruns scoorde. Tot 2007 speelde hij vervolgens bij Karlskoga Bats in Zweden waarmee hij het landskampioenschap behaalde. In Zweden werd hij uitgeroepen tot Meest Waardevolle Speler en Beste Werper van het jaar. In het begin van het seizoen 2008 kwam hij uit voor HCAW in Bussum maar kon het niveauverschil tussen de minder zware Zweedse competitie en de Nederlandse niet overbruggen waardoor hij slechts enkele wedstrijden opgesteld werd.